# Fútbol en los Juegos Bolivarianos de 2017
La competencia de Fútbol en los Juegos Bolivarianos de 2017, se disputó entre el 12 y el 23 de noviembre de 2017 en el Estadio Unidad Bolivariana Bureche  de Santa Marta.
El torneo se disputó en la categoría Sub-17 Masculino y en Femenino Sub-20.

## Sedes
| Santa Marta                        | Ciénaga                      |
| ---------------------------------- | ---------------------------- |
| Estadio Unidad Bolivariana Bureche | Estadio Municipal de Ciénaga |
|                                    |                              |

## Torneo masculino

### Participantes
| Bandera de Bolivia | Bandera de Colombia | Bandera de Ecuador | Bandera de El Salvador | Bandera de Venezuela |
| Bolivia            | Colombia            | Ecuador            | El Salvador            | Venezuela            |
| ------------------ | ------------------- | ------------------ | ---------------------- | -------------------- |

### Resultados
| Evento    | Oro      | Plata   | Bronce    |
| --------- | -------- | ------- | --------- |
| Masculino | Colombia | Ecuador | Venezuela |

## Torneo femenino

### Participantes
| Bandera de Bolivia | Bandera de Colombia | Bandera de Ecuador | Bandera de Perú | Bandera de Venezuela |
| Bolivia            | Colombia            | Ecuador            | Perú            | Venezuela            |
| ------------------ | ------------------- | ------------------ | --------------- | -------------------- |

### Resultados
| Evento   | Oro      | Plata   | Bronce    |
| -------- | -------- | ------- | --------- |
| Femenino | Colombia | Ecuador | Venezuela |

## Medallero
| Núm. | País      | Oro | Plata | Bronce | Total |
| ---- | --------- | --- | ----- | ------ | ----- |
| 1    | Colombia  | 2   | 0     | 0      | 2     |
| 2    | Ecuador   | 0   | 2     | 0      | 2     |
| 3    | Venezuela | 0   | 0     | 2      | 2     |